# Чупахин, Тимофей Петрович
Тимофей Петрович Чупа́хин (1896—1966) — советский конструктор дизельных двигателей, руководитель конструкторского коллектива по созданию и внедрению в производство танкового дизеля В-2, учёный в области двигателестроения, Главный конструктор по двигателестроению. Лауреат двух Сталинских премий.

## Биография
Окончил техническое училище во Франции. В 1927 году поступил на кораблестроительный факультет Ленинградского политехнического института на авиационное отделение, ставшее в 1929 году самостоятельным авиационным факультетом. В связи с реорганизацией высшей школы факультет со всем составом студентов, преподавателей и оборудованием был летом 1930 года переведён в Москву и стал основой созданного Московского авиационного института. В 1932 году получил диплом Московского авиационного института.
После окончания института работал в ЦИАМ. В 1937 году направлен в дизельный отдел ХПЗ имени Коминтерна конструктором с целью усиления работы по созданию дизельного двигателя. В 1938 году, после ареста К. Ф. Челпана, назначен главным конструктором завода по дизелям. С 1941 года — главный конструктор завода № 76 (Свердловск).
С 1946 года — на научно-исследовательской работе. Инженер-полковник (1945).

## Награды и премии
- орден Ленина
- орден Трудового Красного Знамени
- два ордена Красной Звезды
- медали
- Сталинская премия II степени (14 марта 1941) — за разработку новой конструкции дизеля
- Сталинская премия III степени (1953) — за разработку и внедрение в промышленность электромагнитного метода разделения изотопов и получение этим методом лития-6